# Deutscher Verein für Kunstwissenschaft
Der Deutsche Verein für Kunstwissenschaft e. V. mit Sitz in Berlin ist ein 1908 gegründeter Verein zur Initiierung und Förderung von Forschungen und Publikationen zur Kunst im deutschsprachigen Raum.

## Geschichte und Ziele
Der Verein entstand, inspiriert vom Vorbild der Monumenta Germaniae Historica, auf Initiative von Wilhelm von Bode und Friedrich Althoff in Berlin. Ziel war zunächst das Projekt eines Corpuswerks zur deutschen Kunst (Corpus monumentorum artis Germaniae, Denkmäler deutscher Kunst). Die heutige Satzung (Stand: Oktober 2000) definiert die Aufgabe des Vereins als „uneigennützige Förderung der wissenschaftlichen Erforschung kunsthistorischer Denkmäler“, insbesondere der „Denkmäler deutscher Kunst“. Das ursprüngliche Vorhaben des Korpuswerks wurde im Lauf der Zeit im Rahmen überschaubarerer Einzelreihen zu ausgewählten Kunstgattungen, Epochen oder Einzelkünstlern umgesetzt. Seit 1964 wird der Großteil dieser Schriften im Deutschen Verlag für Kunstwissenschaft publiziert, der als Kooperation mit dem Gebr. Mann Verlag ursprünglich speziell zu diesem Zweck gegründet wurde:
- Bronzegeräte des Mittelalters
- Corpus Vitrearum Medii Aevi
- Deutsche Glasmalerei des Mittelalters
- Die Elfenbeinskulpturen
- Die karolingischen Miniaturen
- Neue Forschungen zur deutschen Kunst
- Quellen zur deutschen Kunstgeschichte vom Klassizismus bis zur Gegenwart
- Die großen Reliquienschreine des Mittelalters
- Karl Friedrich Schinkel Lebenswerk
- Meisterwerke der Glasmalerei

Neben den Buchreihen erscheinen zahlreiche Einzelpublikationen, die teilweise als regelmäßige Jahresgabe den Vereinsmitgliedern zukommen. Als Publikationsorgan veröffentlicht der Verein seit 1934 die Zeitschrift des Deutschen Vereins für Kunstwissenschaft (ISSN 0044-2135). Daneben wird als Fachbibliografie seit 1933/34 das Schrifttum zur deutschen Kunst (ZDB-ID 161364-9) herausgegeben, das seit 2003 nur noch in elektronischer Form publiziert wird. Sowohl das Jahrbuch, als auch die Bibliografie waren bereits 1907 im ersten Konzept Wilhelm von Bodes für den geplanten Verein genannt worden.
Seit 2011 veranstaltet der Deutsche Verein für Kunstwissenschaft im Zweijahresrhythmus das Forum Kunst des Mittelalters.
Der Verein (mit gegenwärtig rund 800 Mitgliedern) ist neben dem 1948 gegründeten Verband Deutscher Kunsthistoriker heute die zweite große Vereinigung von Kunsthistorikern in Deutschland. Seit 1968 existiert parallel dazu der linksgerichtete und als Vereinigung des Mittelbaus und der Studierendenschaft verstandene Ulmer Verein als dritter kunsthistorische Verband.
Vorsitzende
- 1966–1978 Stephan Waetzoldt
- 1994–2011 Rainer Kahsnitz
- seit April 2011 Wolfgang Augustyn